# Little Bird (serie de televisión)
Little Bird es una serie de televisión dramática canadiense, que se estrenó en Crave y APTN lumi el 26 de mayo de 2023.  Creada por Jennifer Podemski y Hannah Moscovitch con la participación de Jeremy Podeswa como productor ejecutivo. 

## Argumento
Se centra en la política gubernamental de Canadá denominada la redada de los años 60 (Sixties Scoop en inglés) por la que los niños indígenas fueron dados en adopción a familias de raza blanca. En la  serie una mujer de las Primeras Naciones que fue adoptada por una familia judía durante los años sesenta, mientras intenta reconectarse con su familia biológica y su herencia.
La serie está protagonizada por Darla Contois como Esther Rosenblum/Bezhig Little Bird, junto a Ellyn Jade, Osawa Muskwa, Joshua Odjick, Imajyn Cardinal, Mathew Strongeagle, Eric Schweig, Lisa Edelstein, Braeden Clarke y Michelle Thrush en papeles secundarios, con episodios dirigidos por Elle-Máijá Tailfeathers y Zoe Hopkins . 
La serie se creó simultáneamente, pero por separado, de la serie dramática Unsettled.

## Distribución
La serie, la primera serie dramática original encargada por Crave desde su cambio de marca de The Movie Network en 2018, es distribuida por Crave, APTN y APTN Lumi . 

## Elenco
- Darla Contois como Bezhig Little Bird/Esther Rosenblum, una joven nacida en la reserva Long Pine en Saskatchewan. Aunque su familia es devota y cariñosa, Bezhig y dos de sus hermanos son detenidos por los Servicios de Protección Infantil después de un incidente con Bezhig, su hermano Niizh y la policía. Bezhig finalmente es adoptado por una familia judía adinerada de Montreal, termina sus estudios de derecho y se compromete con David, un médico. A pesar de sus logros, Bezhig todavía lucha por ser aceptada por la familia de David, lo que finalmente la impulsa a buscar a su familia biológica en Saskatchewan.
- Lisa Edelstein como Golda Rosenblum, madre adoptiva de Bezhig/Esther. Ahora divorciada, Golda se muestra algo retraída y escéptica respecto de la sociedad de clase media.
- Ellyn Jade como Patti Little Bird, la madre biológica de Bezhig y sus hermanos. Aunque al principio habla con suavidad y dulzura, Patti se ve obligada a luchar para intentar recuperar la custodia de sus tres hijos menores.
- Osawa Muskwa como Morris Little Bird, el padre biológico de Bezhig. El día en que detienen a sus tres hijos menores, Morris lleva a su hijo mayor, Leo, a su primera cacería. Se demuestra que Morris es un esposo y padre devoto y protector.
- Joshua Odjick como Niizh, el hijo menor de Little Bird que es detenido junto con sus hermanas.
- Imajyn Cardinal como Dora Mueller, la hermana menor de Bezhig que es adoptada por una familia estricta en Saskatchewan; ella le dice a Esther/Bezhig que se ha escapado de casa.
- Braeden Clarke como Leo Little Bird, el hermano mayor de Bezhig. El día en que detienen a sus hermanos, Leo emprende su primera cacería con su padre.
- Janet Kidder como Jeannie, una trabajadora social de alto rango de los Servicios de Protección Infantil que tiene detenidos a los niños más pequeños de Little Bird. Se la ve firme en su creencia de que está salvando a los niños indígenas al separarlos de sus familias y fácilmente equipara la modestia y la crianza tradicional del hogar de Little Bird con la negligencia.
- Alanna Bale como Adele, una trabajadora social en prácticas bajo las órdenes de Jeannie cuando los niños de Little Bird son detenidos. A Adele le molestan los métodos y la mentalidad de Jeannie, pero rara vez lo dice.
- Eric Schweig como Asin
- Michelle Thrush como Brigit

## Premios
En los Premios de la Academia de Cine y Televisión Canadiense consiguió 13 galardones, incluyendo a la Mejor Serie, y se hizo con el Premio del Público en el festival francés Series Mania y con el Premio a la Mejor Serie en la Sección Oficial de Serielizados.